# Master of Puppets (skladba)
Master of Puppets je známá thrash metalová skladba americké skupiny Metallica ze stejnojmenného alba (1986). Autory je kvarteto tehdejších členů Metallicy - James Hetfield, Lars Ulrich, Cliff Burton a Kirk Hammett.
Stejně tak jako u alba Ride the Lightning, i na Master of Puppets je titulní skladba nahrána jako druhá, předchází ji velice rychlá, typicky thrash metalová Battery. Mezi titulními skladbami stejnojmenných alb této skupiny, Ride the Lightning, Master of Puppets, a ...And Justice for All, je k nalezení i více společných znaků.
Skladba Master of Puppets je také známa svou instrumentální mezihrou, začínající přibližně v polovině čtvrté minuty skladby.
Píseň je o tom, jak může být člověk ovládnut manipulací a drogami. Objevila se v seriálu Simpsonovi v epizodě Žabař, kuchař, manželka a její Homer (18. řada, 1. díl), resp. její úvodní kytarové intro a také v úvodních titulcích filmu Zombieland: Rána jistoty, v roce 2022 ji mohli diváci Stranger Things slyšet v epizodě Hon na Vecnu (4. řada, 9. díl).